# Iridometra maxima
Iridometra maxima is een haarster uit de familie Antedonidae.
De wetenschappelijke naam van de soort werd in 1929 gepubliceerd door Austin Hobart Clark.